# How Long
Singles de Ace
Rock & Roll Runaway
(1974)
How Long est une chanson du groupe de rock britannique Ace écrite et composée par son chanteur Paul Carrack. Sortie en single le 4 octobre 1974 chez Anchor Records, elle est extraite de l'album Five-A-Side.
Premier single du groupe, c'est aussi son seul succès, principalement en Amérique du Nord et au Royaume-Uni.
Il lance cependant la carrière du chanteur Paul Carrack qui connaît de nouveaux succès par la suite avec les groupes Squeeze et Mike + The Mechanics ou bien en solo.
En mars 2020, l'utilisation de How Long dans un spot publicitaire pour Amazon Prime aux États-Unis provoque une forte augmentation des téléchargements et des écoutes en streaming de la chanson. Tant et si bien que le titre se retrouve numéro un du classement Rock Digital Song Sales établi par le magazine Billboard,.

## Inspiration
Paul Carrack a révélé que le sujet de la chanson n'est pas l'infidélité dans un couple comme pourrait le laisser entendre les paroles du refrain : « How long has this been going on? » (« depuis combien de temps cela dure-t-il ? »). Il s'agit en réalité d'une autre forme d'infidélité, celle d'un musicien à son groupe. En l’occurrence Terry « Tex » Comer, le bassiste d'Ace, qui était en effet soupçonné de jouer en secret avec deux autres formations, The Sutherland Brothers (en) et Quiver, déjà sous contrat avec une maison de disque, contrairement à Ace qui débutait, dans le but de la rejoindre,,. Si les soupçons étaient bien fondés, Terry Comer préféra finalement rester fidèle à Ace. Les « amis avec leurs convictions fantaisistes » (« friends with their fancy persuasion ») cités dans les paroles feraient référence aux Sutherland Brothers et Quiver.
Le groupe avait d'abord essayé d'enregistrer la chanson dans un style « Motown », mais il y a renoncé en faveur de la version finale enregistrée aux studios Rockfield au Pays de Galles.

## Liste des titres
| A. | How Long       | 3:21 |
| B. | Sniffin' About | 4:43 |

## Crédits
- Phil Harris - guitare solo, chant
- Alan "Bam" King - guitare rythmique, chant
- Paul Carrack - orgue, chant, piano, piano électrique
- Terry "Tex" Comer - basse
- Fran Byrne - batterie, percussion

## Classements
| Classement (1974-1975)          | Meilleure position |
| ------------------------------- | ------------------ |
| Australie (Kent Music Report)   | 63                 |
| Canada (RPM 100 Singles)        | 3                  |
| Canada (Adult Contemporary)     | 31                 |
| États-Unis (Billboard Hot 100)  | 3                  |
| États-Unis (Adult Contemporary) | 24                 |
| États-Unis (Cash Box Top 100)   | 1                  |
| Pays-Bas (Single Tip)           | 11                 |
| Royaume-Uni (UK Singles Chart)  | 20                 |

| Classement (2020)                         | Meilleure position |
| ----------------------------------------- | ------------------ |
| États-Unis (Hot Rock & Alternative Songs) | 8                  |
| États-Unis (Rock Digital Song Sales)      | 1                  |

| Classement (1975)              | Position |
| ------------------------------ | -------- |
| Canada (Top Singles)           | 42       |
| États-Unis (Billboard Hot 100) | 57       |
| États-Unis (Cash Box Top 100)  | 47       |

## Version de Lipps Inc.
Singles de Lipps Inc.
Funkytown
(1980) The Gossip Song
(1980)
La chanson est reprise par le groupe de disco américain Lipps Inc. et sortie en octobre 1980 chez Casablanca Records comme premier single du deuxième album du groupe, Pucker Up. 
Cette version s'est vendue à plus d'un million d'exemplaires au Mexique. En Europe, la chanson rencontre le succès notamment en Italie, où elle atteint la 4e place du hit-parade de Musica e dischi.

### Liste des titres
| A. | How Long       | 3:45 |
| B. | There They Are | 3:25 |

### Classements
| Classement (1980–81)                 | Meilleure position |
| ------------------------------------ | ------------------ |
| Allemagne de l'Ouest (Media Control) | 32                 |
| Australie (Kent Music Report)        | 44                 |
| Canada (Top Singles)                 | 42                 |
| États-Unis (Hot Dance/Disco)         | 4                  |
| États-Unis (Hot Soul Singles)        | 29                 |
| Italie (Musica e dischi)             | 6                  |
| Pays-Bas (Nationale Hitparade)       | 30                 |
| Suède (Sverigetopplistan)            | 16                 |

## Version de Rod Stewart
Singles de Rod Stewart
Young Turks (en)
(1981) Just Like a Woman
(1982)
Le chanteur britannique Rod Stewart a repris la chanson sur son album Tonight I'm Yours de 1981. Sa version est sortie comme troisième single de l'album fin 1981 à l'international chez Warner Bros. Records et le 26 février 1982 au Royaume-Uni. En France, la chanson est parue sur la face B du single Young Turks (en),. How Long est l'une des trois reprises de l'album, avec Tear It Up de Johnny Burnette et Just Like a Woman de Bob Dylan.
| Classement (1982)                  | Meilleure position |
| ---------------------------------- | ------------------ |
| Canada (Adult Contemporary Tracks) | 18                 |
| États-Unis (Hot 100)               | 49                 |
| Irlande (IRMA)                     | 26                 |
| Royaume-Uni (UK Singles Chart)     | 41                 |

## Autres reprises
La chanson a fait l'objet de nombreuses autres reprises, dont notamment :
- En 1993, le groupe de reggae britannique Aswad et le chanteur Yazz ont enregistré une reprise de la chanson atteignant la 31e place du UK Singles Chart[39] et la 52e place du classement allemand[40] et tirée de l'album One on One (1994) de Yazz ;
- Le compositeur et chanteur Paul Carrack d'Ace a enregistré une version solo pour son album Blue Views en 1995, qui a atteint la 32e place du classement britannique[41],[42].